# GAZ-City Van
Der GAZ-2332 / GAZ CityVan (russisch ГАЗ-2332)  war ein Konzeptfahrzeug der  russischen Automobilfabrik Gorkowski Awtomobilny Sawod (GAZ). Der Kleintransporter in Hochdachkombi-Bauweise wog 1550 kg und sollte zwei Personen und zwischen 500 und 1000 kg Nutzlast befördern können. Angetrieben wurde der Wagen von einem Chrysler-Motor mit 2492 cm³ Hubraum und einer Leistung von 137 PS (101 kW).
Neben dem Lieferwagen wollte GAZ auch eine Pkw-Version mit fünf Sitzplätzen realisieren. Der 2006 fertiggestellte Prototyp sollte ab 2007 in Produktion gehen. Aufgrund der finanziell angespannten Situation wurde das Projekt jedoch nicht verwirklicht.